# Campagnes de Kazan
Pour les articles homonymes, voir Kazan (homonymie).
Les campagnes de Kazan sont une série de campagnes militaires du tsarat de Russie contre le khanat de Kazan, menées entre 1545 et 1552 et ayant débouché sur la prise de Kazan par Ivan le Terrible.

## Causes
Au XVIe siècle les relations se tendent entre la grande-principauté de Moscou (qui devient en 1547 le tsarat de Russie) et le khanat de Kazan. les unités tatares de Kazan font régulièrement des incursions sur le territoire russe. Il y a en conséquence à Kazan, au milieu du XVIe siècle, environ une centaine de milliers de prisonniers russes. Les princes de Moscou s'engagent à partir de la fin du XVe siècle dans une lutte contre les khans de Kazan. À Kazan elle-même, une partie des féodaux tatares prennent une position pro-moscovite.

## Historique

### Incursion de 1545
En 1545, a eu lieu une première incursion de l'armée de Moscou dans le khanat de Kazan. Elle  a le caractère d'une démonstration militaire et renforce le « parti de Moscou », qui lutte pour l'union de Kazan au tsarat de Russie et qui a réussi à la fin 1545 à chasser le khan de Kazan Safa-Guireï (ru). Au printemps 1546, Moscou place sur le trône de Kazan un de ses soutiens, le tsarévitch du khanat de Qasim Chakh-Ali (ru). Peu de temps après, Safa Guireï réussi à reprendre le pouvoir avec l'aide du khanat de Crimée.

### Première campagne (hiver 1547-1548)
Le tsar quitte Moscou le 20 décembre, en raison de dégel précoce, l'artillerie de siège et une partie de l'armée se mettent en route à partir de Nijni Novgorod sur la Volga gelée . Les principaux voïvodes arrivent avec une partie des troupes à Kazan, où de premiers affrontements avec les troupes kazanaises ont lieu. Les Kazanais se retranchent alors derrière les murs en bois du kremlin. En l'absence d'artillerie de siège, l'assaut n'est pas donné. Après être restés 7 jours devant les murs, les Russes renoncent, et le 7 mars 1548, le tsar est de retour à Moscou.

### Deuxième campagne (automne 1549 — printemps 1550)
En mars 1549 Safa Guireï meurt subitement. Après avoir reçu un émissaire de Kazan venu lui proposer la paix, Ivan le Terrible la refuse et commence à lever une armée. Il quitte Moscou le 24 novembre pour la commander. Regroupées à Nijni-Novgorod, les troupes se dirigent vers Kazan et atteignent ses murs le 14 février. Kazan n'est pas prise, mais l'armée russe a fait d'importants dégâts sur le territoire du khanat. Lors du repli de l'armée russe, la décision est prise d'ériger une forteresse non loin de Kazan, à la confluence de la Volga et de la Sviaga, pour servir de base à l'armée russe lors de la campagne suivante. Le 25 mars, le roi est de retour à Moscou. 

### Troisième campagne (juin - octobre 1552)
Les campagnes russes effectuées contre Kazan  entre 1547 et 1550, ont été inefficaces. Ivan le Terrible se décide donc à une préparation sérieuse de la campagne suivante, et réforme et renforce l'armée. En 1551, grâce à la mission diplomatique de Piotr Tourgueniev, il réussit à négocier la neutralité de la horde Nogaï. En 1551, la forteresse de  Sviajsk est construite en seulement 4 semaines, avec des pièces de bois soigneusement numérotées.
En août 1551, Chakh-Ali revient sur le trône de Kazan, mais, en butte à une forte opposition, il quitte la ville en février 1552. Le tsarévitch d'Astrakhan, Iedyguer-Mohammed est invité à lui succéder.
L'été 1552, Ivan le Terrible rassemble une armée de 150 000 soldats et de 150 pièces d'artillerie de grand ou de moyen calibre. Le 16 juin 1552 elle quitte Moscou vers le sud, la nouvelle d'un raid des armées du khan de Crimée Devlet I Giray étant parvenue à Moscou. Celui-ci est défait et fuit en Crimée, et l'armée russe se dirige vers Kazan, qu'elle encercle le 23 août 1552.
L'assaut décisif est donné le 2 octobre. Dans la soirée, la capitale des tatars de la Volga tombe. Le 11 octobre, l'armée russe est de retour à Moscou, en laissant à Kazan une garnison dirigée par Aleksandr Gorbaty-Chouïski.

## Conséquences
Le résultat des campagnes de Kazan fut la disparition du khanat de Kazan et le rattachement de la Povoljie centrale (ru) au tsarat de Russie. Les conditions d'une installation de colons russes de la vallée de la Volga, de mouvements ultérieurs vers l'Oural et la Sibérie, et de l'élargissement des routes commerciales vers le Caucase et l'Extrême-Orient furent remplies. L'historien russe Sergueï Platonov y voit le point de départ vers le sud-est et vers l'est de la colonisation russe. 

« Après la prise de Kazan, en l'espace de 20 ans, elle se transforma en une grande ville russe. Parmi les populations autochtones du bassin de la Volga, des villes fortifiées furent établies, comme points d'appui pour les autorités et pour la colonisation russe. Celle-ci s'étend sans tarder sur les terres riches de la Povoljie et dans les forêts de l'Oural central. D'immenses espaces fertiles furent pacifiés par le pouvoir moscovite et mis en valeur par le travail des paysans. L'occupation de la Basse-Volga et de l'Ouest de la Sibérie fut la conséquence naturelle de la disparition de cette barrière qu'était le khanat de Kazan pour la colonisation russe. »

L'historien tatar contemporain Ravil Gabdrakhmanovitch Fakhoutdinov estime en revanche que la politique qui a été conduite par le tsarat de Russie fut une occupation, et il considère le khanat de Kazan comme la victime des ambitions impériales d'Ivan le Terrible, qui conduisit « une politique d'extermination des peuples soumis par lui ». Iskander Guiliazov (ru), souligne que la population de khanat de Kazan était au moment de la prise de la ville sensiblement équivalent à celle de l'État russe, équilibre qui a été rompu par la colonisation et  l'assimilation des tatars.